# 浙音釋字琴譜
浙音釋字琴譜古琴谱。明朝弘治四年以前龚经编释。

## 琴谱版本
现存版本为宁波范氏天一阁舊藏本，但天一阁误书目作《神奇秘谱》。明刊本，仅存两卷，上卷六十六页，下卷自六十七页至一百四十三页。據下卷行款首行才得知此谱为《浙音释字琴谱》共存四十四曲，其中四曲残缺不全。

## 琴谱内容
这部琴谱包含四十四曲琴曲，其中不乏名曲如《雉朝飛》、《离骚》、《大胡笳》等曲。